# Android Studio
Android Studio is de officiële integrated development environment (IDE) om applicaties te ontwikkelen voor Android (besturingssysteem).
Het werd aangekondigd op 16 mei 2013, op de Google I/O conferentie. Android Studio is vrij beschikbaar onder de Apache-licentie.
De allereerste testversie, 0.1, kwam uit in mei 2013, vanaf versie 0.8 (juni 2014) kwam het in een bètatestfase, en de eerste stabiele versie, 1.0., kwam uit in december 2014.
Android Studio is gebaseerd op IntelliJ IDEA van JetBrains en specifiek ontwikkeld voor Android-ontwikkeling. Het is beschikbaar op Windows, macOS en Linux, en was de opvolger van  Eclipse Android Development Tools (ADT) als Google's primaire IDE voor Android-applicatieontwikkeling.

## Functies
Met iedere nieuwe uitgave van Android Studio kunnen er nieuwe functies worden toegevoegd. De volgende functies zijn onderdeel van de huidige stabiele versie:
- Gradle-gebaseerde buildondersteuning
- Android-specifieke refactoring
- Lint hulpmiddelen om snelheid, stabiliteit, versiecompatibiliteit en andere problemen af te vangen
- ProGuard-integratie en applicatieondertekening
- Sjabloon-gebaseerde wizards om algemene Android-ontwerpen en -componenten te creëren
- Een rijke layout-bewerker waarmee gebruikers via slepen en neerzetten (drag-and-drop) UI-componenten kunnen plaatsen, en de mogelijkheid om wysiwyg te creëren voor meerdere schermconfiguraties[18]
- Ondersteuning voor het bouwen van Android Wear-apps
- Ingebouwde ondersteuning voor Google Cloud Platform, waardoor integratie met Google Cloud Messaging en App Engine mogelijk is[19]
- Een Android Virtual Device, dat kan worden gebruikt het uitvoeren en debuggen van apps

## Systeemvereisten

### Versie 3.x
|                  | Windows | OS X/macOS | Linux |
| ---------------- | --- | --- | --- |
| OS version       | Windows 10/8/7 (32- of 64-bit)                                                                                           | Mac OS X 10.10 (Yosemite) of hoger, tot 10.13 (High Sierra)                                                              | GNOME of KDE desktop omgeving (64-bit geschikt voor het uitvoeren van 32-bits toepassingen) (GNU C Library (glibc) 2.19+) |
| RAM              | 3 GB RAM minimaal, 8 GB RAM aanbevolen; plus 1 GB voor de Android Emulator                                               | 3 GB RAM minimaal, 8 GB RAM aanbevolen; plus 1 GB voor de Android Emulator                                               | 3 GB RAM minimaal, 8 GB RAM aanbevolen; plus 1 GB voor de Android Emulator                                                |
| Opslagcapaciteit | 2 GB minimaal, 4 GB aanbevolen (500 MB voor Android Studio + 1,5 GB voor de Android SDK en emulator systeemafbeeldingen) | 2 GB minimaal, 4 GB aanbevolen (500 MB voor Android Studio + 1,5 GB voor de Android SDK en emulator systeemafbeeldingen) | 2 GB minimaal, 4 GB aanbevolen (500 MB voor Android Studio + 1,5 GB voor de Android SDK en emulator systeemafbeeldingen)  |
| Java versie      | Java Development Kit (JDK) 8                                                                                             | Java Development Kit (JDK) 8                                                                                             | Java Development Kit (JDK) 8                                                                                              |
| Scherm resolutie | 1280x800 minimaal | 1280x800 minimaal | 1280x800 minimaal |

### Versie 2.x
|                  | Windows | OS X/macOS | Linux |
| ---------------- | --- | --- | --- |
| OS version       | Windows 10/8/7 (32- of 64-bit)                                                                                       | Mac OS X 10.9.5 of hoger, tot 10.11.6 (El Capitan) of 10.12.3 (Sierra)                                               | GNOME of KDE desktop omgeving                                                                                        |
| RAM              | 3 GB RAM minimaal, 8 GB RAM aanbevolen; plus 1 GB voor de Android Emulator                                           | 3 GB RAM minimaal, 8 GB RAM aanbevolen; plus 1 GB voor de Android Emulator                                           | 3 GB RAM minimaal, 8 GB RAM aanbevolen; plus 1 GB voor de Android Emulator                                           |
| Opslagcapaciteit | 500 MB schijfruimte voor Android Studio, minstens 1,5 GB voor de Android SDK, emulator systeemafbeeldingen en caches | 500 MB schijfruimte voor Android Studio, minstens 1,5 GB voor de Android SDK, emulator systeemafbeeldingen en caches | 500 MB schijfruimte voor Android Studio, minstens 1,5 GB voor de Android SDK, emulator systeemafbeeldingen en caches |
| Java versie      | Java Development Kit (JDK) 8                                                                                         | Java Development Kit (JDK) 8                                                                                         | Java Development Kit (JDK) 8                                                                                         |
| Scherm resolutie | 1280x800 minimaal | 1280x800 minimaal | 1280x800 minimaal |

### Versie 1.x
|                         | Windows                                                                   | OS X/macOS                                                                | Linux                                                                      |
| ----------------------- | ------------------------------------------------------------------------- | ------------------------------------------------------------------------- | -------------------------------------------------------------------------- |
| OS version              | Microsoft Windows 10/8.1/8/7/Vista/2003/XP (32 of 64 bit)                 | Mac OS X 10.8.5 of hoger, tot 10.10.3 of 10.10.5 (Yosemite)               | GNOME, KDE of Unity desktop omgeving op Ubuntu, Fedora of GNU/Linux Debian |
| RAM                     | 3 GB RAM minimaal, 4 GB RAM aanbevolen                                    | 3 GB RAM minimaal, 4 GB RAM aanbevolen                                    | 3 GB RAM minimaal, 4 GB RAM aanbevolen                                     |
| Opslagcapaciteit        | 500 MB schijfruimte                                                       | 500 MB schijfruimte                                                       | 500 MB schijfruimte                                                        |
| Ruimte voor Android SDK | Minstens 1 GB voor de Android SDK, emulator systeemafbeeldingen en caches | Minstens 1 GB voor de Android SDK, emulator systeemafbeeldingen en caches | Minstens 1 GB voor de Android SDK, emulator systeemafbeeldingen en caches  |
| JDK versie              | Java Development Kit (JDK) 7 of hoger                                     | Java Development Kit (JDK) 7 of hoger                                     | Java Development Kit (JDK) 7 of hoger                                      |
| Scherm resolutie        | 1280x800 minimaal                                                         | 1280x800 minimaal                                                         | 1280x800 minimaal                                                          |